# Altkünkendorf
Altkünkendorf est un village d'Uckermark dans le Brandebourg, rattaché depuis le 31 décembre 2000 à la municipalité de la ville d'Angermünde de l'arrondissement d'Uckermark en Allemagne du nord-est. Il est partagé en deux: le côté de Luisenhof et celui de Grumsin.

## Historique

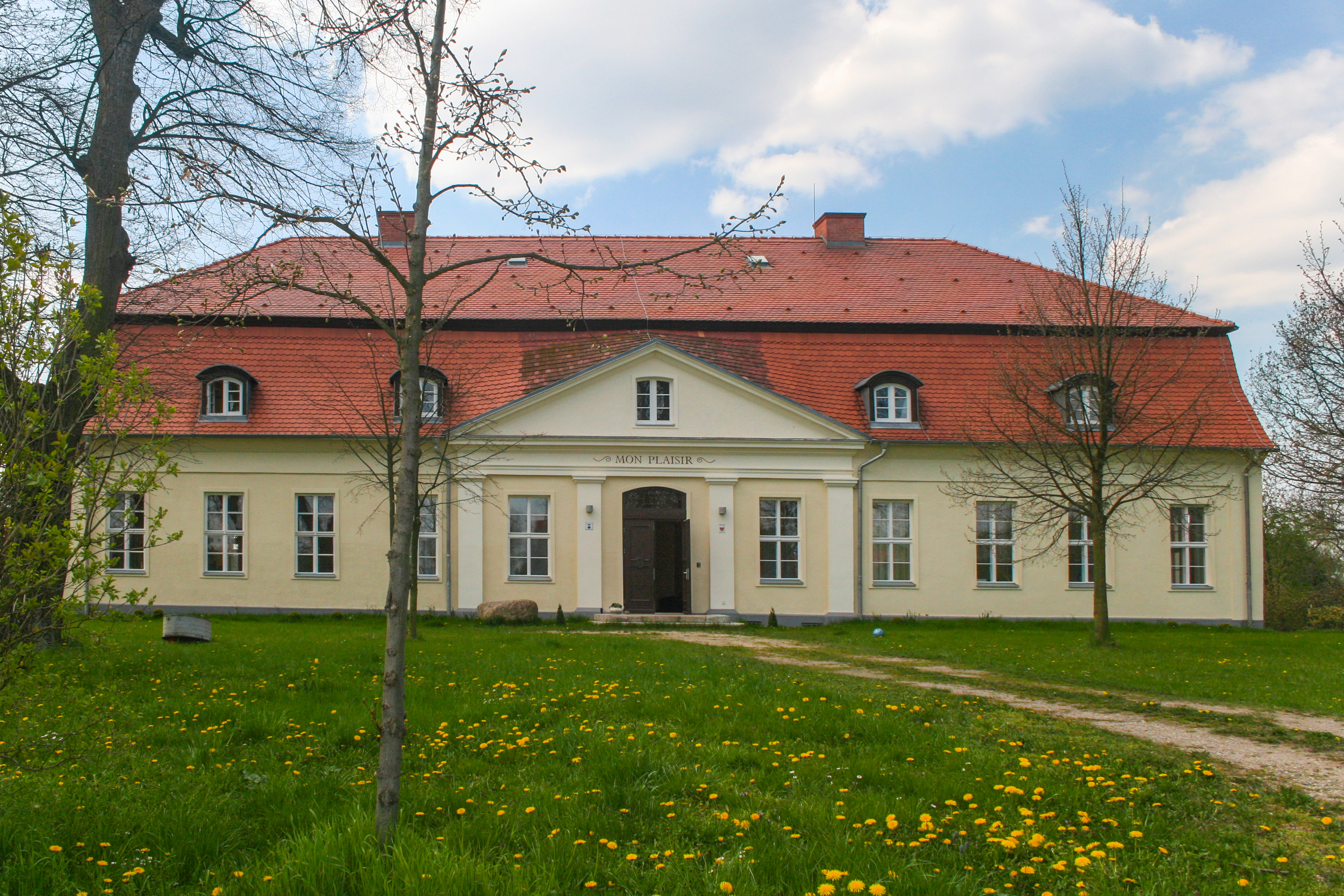
Vue du manoir Mon Plaisir

Le village a été mentionné pour la première fois par écrit en 1286, sous le nom d'Altkonckendorp. Oldenkunekendorph est rattaché ensuite en 1354, comme le reste de la région, à la Poméranie. L'église du village est construite au milieu du XIIIe siècle et restaurée en style néogothique au milieu du XIXe siècle selon les dessins de Friedrich August Stüler. Le village fait partie du Brandebourg en 1459. Le domaine d'Altkükendorf devient le fief des seigneurs Otto et Hans von Arnsdorff en 1495. La ferme de Grumsin est bâtie en 1722 et l'école en 1783. Le Luisenhof est bâti en 1829.
La poste s'installe au village en 1891, sous l'Empire allemand. Les propriétaires terriens sont chassés en 1945: c'est la nationalisation de trente-trois fermes, métairies et hameaux agricoles. L'église est classé au patrimoine en 1988. Le manoir Mon Plaisir est restauré en 1994 et l'église en 1999-2001.